# Ватанабэ, Эми
Эми Кэтлин Ватанабэ (яп. 渡部絵美 Ватанабэ Эми, род. 27 августа 1959 года, Токио) — японская фигуристка, выступавшая в женском одиночном разряде. Восьмикратная чемпионка Японии по фигурному катанию.

## Карьера
Эми родилась в смешанной семье, её отец японец, а мать филиппинка .
Она представляла Японию на Зимних Олимпийских играх 1976 и Зимних Олимпийских играх 1980 годов, где заняла соответственно 13-е и 6-е места. Её наибольшим достижением стала бронзовая медаль на чемпионате мира 1979 в Вене — первая медаль не только Японии в женском одиночном катании, но и Азии.
Затем долго работала комментатором японского телевидения, писала статьи. Выпустила в конце XX века скандальную книгу о мире шоу-бизнеса и спорта. В 2001 году пыталась стать депутатом японского парламента, но проиграла выборы.

## Спортивные достижения
| Чемпионат               | 1972-73 | 1973-74 | 1974-75 | 1975-76 | 1976-77 | 1977-78 | 1978-79 | 1979-80 |
| ----------------------- | ------- | ------- | ------- | ------- | ------- | ------- | ------- | ------- |
| Зимние Олимпийские игры |         |         |         | 13      |         |         |         | 6       |
| Чемпионат мира          | 17      | 15      | 13      | 17      | 12      | 8       | 3       | 4       |
| Чемпионат Японии        | 1       | 1       | 1       | 1       | 1       | 1       | 1       | 1       |
| Skate Canada            |         |         |         | 3       |         |         |         |         |
| NHK Trophy              |         |         |         |         |         |         |         | 1       |